# Дьємерсі Мбокані
Дьємерсі́ Мбока́ні Безуа́ (фр. Dieumerci Mbokani Bezua; нар. 22 листопада 1985, Кіншаса, Заїр) — конголезький футболіст, нападник. Найбільш відомий за виступами за брюссельський «Андерлехт», київське «Динамо» та збірну ДР Конго.

## Клубна кар'єра

### Ранні роки
Дьємерсі Мбокані починав займатися футболом у ДР Конго. Першим його професіональним клубом був «Бель'Ор». Виступаючи за нього в чемпіонаті країни він у віці 19 років став найкращим бомбардиром, забивши у ворота суперників 16 м'ячів. Завдяки хорошій результативності нападник незабаром перебрався в більш відомий конголезький клуб «ТП Мазембе».

### Виступи у Бельгії
У сезоні 2006/07 на правах оренди Мбокані грав за бельгійський «Андерлехт». Першим його матчем у новій команді стала гостьова гра проти «Шарлеруа», у якій конголезець з'явився на полі на 89-й хвилині. До квітня 2007 року Мбокані ще лише тричі виходив на заміну на останніх хвилинах матчів. Тільки за п'ять турів до завершення чемпіонату африканець став отримувати більше ігрового часу й показав себе результативним форвардом, забивши в цих п'яти матчах 4 м'ячі. 29 квітня 2007 року Мбокані, вийшовши на заміну у виїзній грі проти «Руселаре», зробив свій внесок у розгром суперника (5:0), забивши свого прем'єрного гола в першості Бельгії. Наступний матч взагалі вийшов для молодого форварда бенефісним: за 30 відведених йому на полі хвилин він відзначився у розгромі «Беверена» (8:1) хет-триком.
Улітку 2007 року Мбокані підписав контракт із льєжським «Стандардом». У сезоні 2007/08 нападник дебютував у Кубку УЄФА й у першому ж матчі забивши гол у ворота люксембурзької команди «Кер'єнґ». У тому сезоні Мбокані взяв участь і в обох матчах протистояння своєї команди з пітерським «Зенітом».
У сезоні 2008/09 Мбокані провів за «Стандард» 42 матчі в різних турнірах. У цих іграх нападник забив 21 гол, зокрема 3 в Кубку УЄФА — у ворота «Евертона», «Севільї» і «Браги».
У сезоні 2009/10 Мбокані дебютував у Лізі чемпіонів, де зіграв усі 6 матчів групового турніру. 4 листопада 2009 року в домашній грі своєї команди проти грецького «Олімпіакоса» конголезький нападник забив гол і зробив гольову передачу Милану Йовановичу.
Усього за три проведених сезони у «Стандарді» Мбокані забив у 116 матчах за клуб у всіх турнірах 42 голи.

### «Монако»
У липні 2010 року Дьємерсі Мбокані перейшов у «Монако» за 7 мільйонів євро. Перший матч за новий клуб провів 29 серпня 2010 року проти «Осера», у цьому матчі конголезець зробив гольову передачу. Але з результативністю у Франції у Мбокані не склалося. У складі монгегасків він забив лише один м'яч у 10 матчах Ліги 1 (25 вересня 2010 року у виїзній грі з «Лор'яном»), що спонукало керівництво монегасків віддати конголезця в оренду.
По ходу зимового трансферного вікна 2010/11 повідомлялося про інтерес до конголезького нападника з боку англійського «Сандерленда». Однак 27 січня 2011 року Мбокані перейшов у німецький «Вольфсбург» на правах оренди до кінця сезону 2010/11. Дьємерсі мав замінити Едина Джеко, який перейшов до «Манчестер Сіті», але травма коліна не давала йому можливості вийти на поле аж до березня, а, з'явившись вперше в матчі Бундесліги в домашній грі проти «Нюрнберга» (1:2), він, як і в усіх наступних, забити так і не зміг. Усього в чемпіонаті Німеччини Мбокані провів лише 7 матчів.

### Повернення в «Андерлехт»
12 серпня 2011 року Мбокані перейшов до «Андерлехта», підписавши контракт на 3 роки. Повернення до «Андерлехта» було для Дьємерсі вкрай важким. Спочатку він на одному з перших тренувань отримав травму, яка вивела його з гри на два місяці. А незабаром син Мбокані Давид помер уві сні у п'ятимісячному віці від серцевої недостатності.
Незважаючи на все, Дьємерсі поступово став одним із лідерів «Андерлехта» не лише в бельгійському чемпіонаті, а й у Лізі чемпіонів. У сезоні 2011/12 конголезькому нападнику вдалося забити у 36 зустрічах за «Андерлехт» та ДР Конго 21 гол і віддати дев'ять гольових передач, що не лише істотно допомогло королівському клубу зі столиці Бельгії стати переможцем Жупіле-ліги, а й самому Мбокані за підсумками футбольного року бути визнаним найкращим гравцем бельгійського чемпіонату, ставши першим вихідцем із ДР Конго, який отримав цей трофей, починаючи з 1954 року.
Сезон 2012/13 Дьємерсі провів ще краще: усього він зіграв 41 поєдинок, забивши 29 голів та віддавши вісім результативних передач. Причому забивав Мбокані в усіх турнірах, у яких він брав участь — регулярних іграх та плей-офф чемпіонату Бельгії (19 голів), Кубку та Суперкубку Бельгії (2), Кубку Африканських Націй (2) і, нарешті, кваліфікації та груповому турнірі Ліги чемпіонів УЄФА (6). Завдяки цьому конголезець за підсумками сезону 2012/13 став одним із небагатьох гравців у світі, який забивав у всіх турнірах на рівні клубу та своєї національної збірної, причому зробив це другий сезон поспіль.

### «Динамо» (Київ)
21 червня 2013 року футбольний клуб «Динамо» (Київ) офіційно оголосив про підписання контракту із Мбокані, він обійшовся киянам у 10 мільйонів євро. Дебютував Мбокані за новий клуб у матчі Об'єднаного турніру зі «Спартаком», у якому конголезець відіграв перший тайм. Свій перший м'яч забив у поєдинку проти «Волині» в першому турі чемпіонату України.
Напередодні сезону 2017/18 повернувся до «Динамо» (Київ). Вже в другому турі забив гол в матчі проти донецького «Шахтаря», тим саме приніс перемогу в виїзному матчі з рахунком 0:1. Через 4 дні відкрив відлік своїм голам у Ліги чемпіонів УЄФА 2017 - 2018 у матчі 3 кваліфікаційного етапу проти «Янг Бойз». 1 жовтня забив гол у ворота Луганської «Зорі».
У червні 2018 року Дьємерсі залишив київський клуб по закінченні контракту.

#### Оренда в «Норвіч Сіті»
Улітку 2015 відправився в оренду до англійського «Норвіч Сіті». Перший гол забив у ворота «Лестера». Він став подобатися вболівальникам, його прозвали Big Dave. У драматичному поєдинку проти «Ліверпуля» відзначився голом, але на останній хвилині суперник забив гол — 5:4.

#### Оренда в «Галл Сіті»
Наприкінці серпня 2016 року на умовах оренди став гравцем клубу «Галл Сіті».

## Виступи за збірну
Дьємерсі Мбокані виступав за збірну ДР Конго із 2005 по 2010 рік. У травні 2011 року Мбокані був довічно відлучений від виступів за національну команду, причиною покарання стало те, що форвард симулював травму, щоб відмовитися від поїздки до збірної на матч відбіркового турніру КАН-2012 проти команди Маврикія, а також систематичне порушення гравцем режиму. Але вже незабаром футболіста повернули до лав збірної, у складі якої він взяв участь у КАН-2013, на якому відзначився двома голами, але не зміг допомогти команді подолати груповий етап.

## Досягнення
- Чемпіон Бельгії (5):

«Андерлехт»:  2006-07, 2011-12, 2012-13
«Стандард» (Льєж): 2007-08, 2008-09
- Чемпіон України (1):

«Динамо»: 2014-15
- Володар Кубка України (2):

«Динамо»: 2012-13, 2013-14
- Володар Суперкубка Бельгії (4):

«Андерлехт»:  2006, 2012
«Стандард» (Льєж): 2008, 2009
- Володар Кубка Бельгії (1):

«Антверпен»: 2019-20
- Найкращий бомбардир Чемпіонату Бельгії (1):

«Антверпен»:  2019-20
- Чемпіон Кувейту (1):

«Аль-Кувейт»: 2021-22
- Володар Кубка Еміра Кувейту (1):

«Аль-Кувейт»: 2021
Збірні
- Бронзовий призер Кубка африканських націй: 2015